# Zopyre (médecin égyptien)
Pour les articles homonymes, voir Zopyre.
Zopyre est un médecin de l'Égypte antique, sur lequel il ne nous est parvenu que des renseignements incomplets. Il vivait à la cour de Ptolémée XII Aulète. 
Il imagina pour ce prince l'antidote universel connu sous le nom d'ambrosia (composé de charbon actif absorbant les poisons). Celse en a donné la composition ; on la retrouve dans Scribonius Largus, Compositiones medicœ, et dans Galien, Antidotarium, livre 2, c. 8.  
C'est à peu près le fameux antidote de Mithridate ; et l'on conjecture avec beaucoup de vraisemblance que Zopyre avait communiqué sa recette au roi du Pont, l'ami de Ptolémée XII Aulète et son allié.  
En effet, Galien parle d'une lettre de Zopyre à Mithridate, dans laquelle le médecin propose au roi de tenter l'essai de son antidote : il lui conseillait de faire avaler à un criminel un poison mortel et de lui donner sur le champ son ambrosia, assurant que cette composition détruirait certainement l'effet de la substance vénéneuse. 
Zopyre paraît avoir eu des connaissances assez étendues en botanique. On croit que c'est de son nom que le Clinopedion fut d'abord appelé Zopyron,, soit qu'il eût découvert cette plante ou qu'il en eût reconnu le premier les propriétés médicales. On voit par divers passages des Collectanea d'Oribase (liv. 14) que Zopyre avait classé les médicaments d'après leur mode d'action ; mais il attribue à certaines substances des propriétés qu'on est loin de leur accorder aujourd'hui.

## Source
- « Zopyre (médecin égyptien) », dans Louis-Gabriel Michaud, Biographie universelle ancienne et moderne : histoire par ordre alphabétique de la vie publique et privée de tous les hommes avec la collaboration de plus de 300 savants et littérateurs français ou étrangers, 2e édition, 1843-1865 [détail de l’édition]